# Montappone
Montappone é uma comuna italiana da região dos Marche, província de Fermo, com cerca de 1.786 habitantes. Estende-se por uma área de 10 km², tendo uma densidade populacional de 179 hab/km². Faz fronteira com Falerone, Loro Piceno (MC), Massa Fermana, Monte Vidon Corrado, Montegiorgio, Sant'Angelo in Pontano (MC).

## Demografia
| Variação demográfica do município entre 1861 e 2011                               |
|                                                                                   |
| Fonte: Istituto Nazionale di Statistica (ISTAT) - Elaboração gráfica da Wikipedia |